# Munito
Munito (in greco antico Μούνιτος) è un personaggio della mitologia greca figlio di Acamante (a sua volta figlio di Teseo) e Laodice, figlia di Priamo il re di Troia.

## Mitologia
Laodice si era innamorata a prima vista di Acamante e decise di avere un rapporto con lui e per riuscire nell'impresa si fece aiutare da una serva di Elena. 

La serva fece in modo che Acamante e Laodice si sedettero l'uno di fronte all'altro e che lui la scambiasse per una prostituta. Così i due ebbero un rapporto e Laodice rimase incinta, ma Acamante non voleva occuparsi del piccolo e quando nacque lo affidò a Etra, la madre di Teseo. 

Dopo la caduta di Troia, Etra lo riconsegnò al padre e più avanti, Munito morì durante una caccia in Tessaglia perché fu morso di un serpente.